# Douma d'État
Ne doit pas être confondu avec Douma, Douma d'État de l'Empire russe ou Douma des boyards.
Pour les articles homonymes, voir Douma (homonymie).
8e Douma d'État (en)
Édifice de la Douma d'État
La Douma d'État (en russe : Государственная дума, romanisé : Gossoudarstvennaïa Douma), ou simplement Douma, est la chambre basse de l'Assemblée fédérale de la fédération de Russie, tandis que la chambre haute est le Conseil de la fédération. Pour la fédération de Russie, on parle plus précisément de Douma d'État pour la différencier des Doumas régionales ou de la Douma impériale. Le terme douma a la même racine que le verbe russe думать (doumat’), qui signifie penser.
Le siège de la Douma est situé dans le centre de Moscou, à quelques pas de la place du Manège. La Douma d'État a remplacé le Soviet suprême à la suite de la nouvelle constitution introduite par Boris Eltsine à la suite de la crise constitutionnelle russe de 1993, et approuvé par le peuple russe par référendum.
Lors des élections législatives russes de 2007 et 2011, une représentation proportionnelle intégrale avec un système de seuil électoral de 7 % a été appliquée, mais elle a par la suite été remplacée par un système mixte. Ses membres sont appelés « députés ». La durée du mandat est initialement de 2 ans pendant la période électorale de 1993-1995 et de 4 ans pour la période électorale 1999-2007 ; depuis les élections de 2011, la durée du mandat est de 5 ans. Par son fonctionnement de chambre d'enregistrement sous Vladimir Poutine d'une extrême rapidité, elle est surnommée l'« imprimante folle ».

## Histoire
Historiquement, la Douma est le Conseil consultatif des grands princes de la Russie kiévienne et de l'Empire russe.
La première Douma d'État de l'Empire russe est convoquée le 27 avril 1906 (10 mai dans le calendrier grégorien) au palais de Tauride à Saint-Pétersbourg par l'empereur Nicolas II. Cette Douma est instaurée à la suite de la révolution russe de 1905. Elle forme la chambre basse de l'Empire russe, tandis que le Conseil d'État de l'Empire russe devient la Chambre haute. Cette concession accordée par le pouvoir fait de la Russie une monarchie constitutionnelle, mais non parlementaire, puisque le ministre, nommé par l'empereur, ne dépend pas de l'assemblée.

## Système électoral

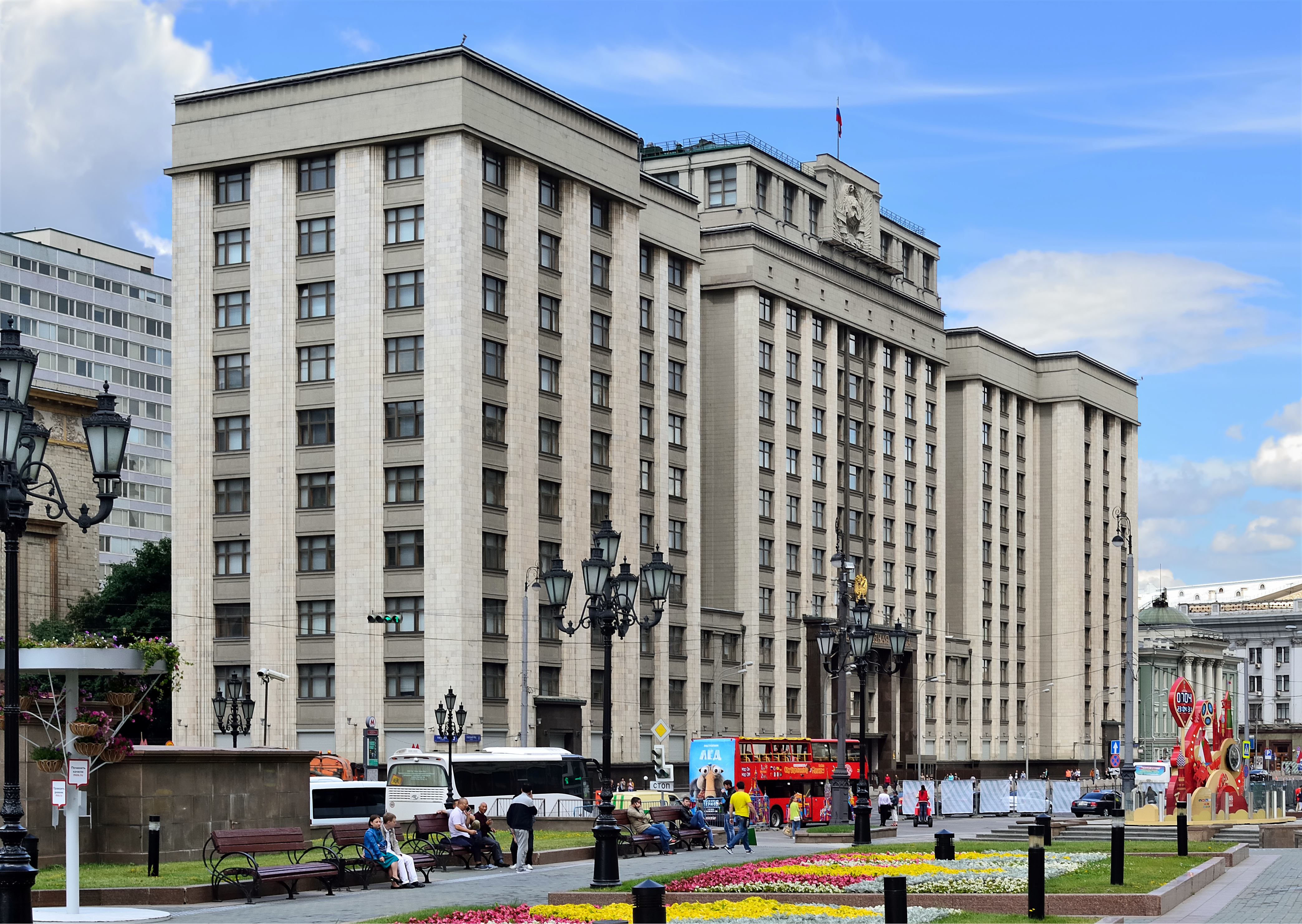
Bâtiment de la Douma à Moscou.

La Douma est composée de 450 sièges pourvus pour cinq ans selon un mode de scrutin parallèle. Sur ce total, 225 sièges sont pourvus au scrutin uninominal majoritaire à un tour dans autant de circonscriptions. Les électeurs votent pour un candidat dans leur circonscription et le candidat arrivé en tête est déclaré élu.
Les 225 sièges restants sont pourvus au scrutin proportionnel plurinominal avec listes fermées et seuil électoral de 5 % dans une unique circonscription nationale. Après décomptes des voix, les sièges sont répartis entre tous les partis ayant franchi le seuil électoral selon la méthode du plus fort reste, en appliquant le quota de Hare. La répartition des sièges à la proportionnelle n'est pas faite de manière à compenser le décalage entre les parts des voix des électeurs et celles des sièges obtenus par l'autre moitié, mais s'additionne simplement à celle-ci, donnant au scrutin une forte tendance majoritaire,.
Ce système électoral parallèle est en vigueur dans le pays depuis la mise en place du multipartisme, à l'exception des élections de 2007 et de 2011 au cours desquelles la proportionnelle intégrale avec un seuil électoral de 7 % est appliquée.

## Fonctionnement
La Douma d'État peut exprimer sa défiance à l'encontre du gouvernement de la Russie. Si l'amendement de défiance est adopté à la majorité des voix de l'ensemble des députés, le président de la fédération de Russie a le droit de déclarer le gouvernement démissionnaire ou de refuser la décision de la Douma d'État. Au cas où la Douma, dans les trois mois qui suivent, exprime à nouveau sa défiance au gouvernement, le président déclare le gouvernement démissionnaire ou dissout la Douma.

Le président du gouvernement peut poser la question de confiance devant la Douma d'État. Si la Douma refuse la confiance, le président dans un délai de sept jours prend la décision de mettre fin aux fonctions du gouvernement ou de dissoudre la Douma et de fixer de nouvelles élections,.

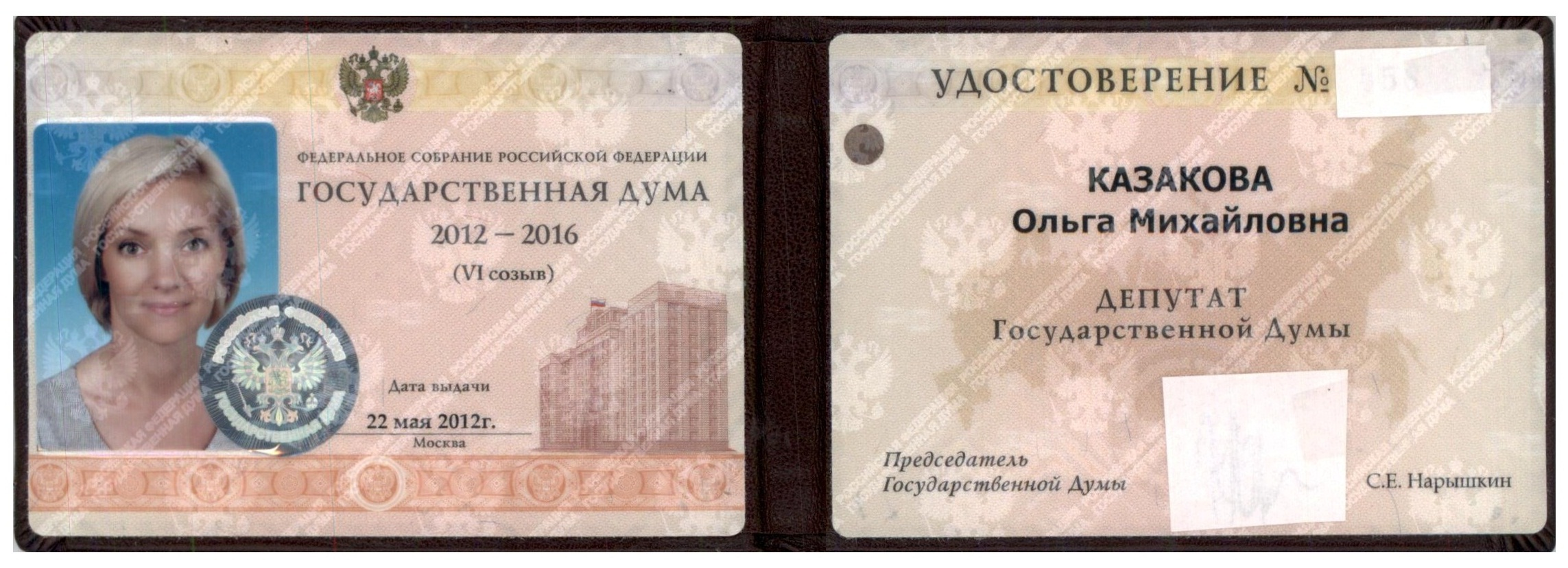
Carte de membre de la Douma d'État d'Olga Kazakova, députée de la 6e législature (2012-2016).

## Liste des présidents
| Nom                                                            | Nom en russe                | Début | Fin  | Parti                                  |
| -------------------------------------------------------------- | --------------------------- | ----- | ---- | -------------------------------------- |
| Soviet suprême de la fédération de Russie                      |                             |       |      |                                        |
| Rouslan Khasboulatov                                           | Руслан Хасбулатов           | 1991  | 1993 | Parti communiste de l'Union soviétique |
| Crise constitutionnelle de 1993 et création de la Douma d'État |                             |       |      |                                        |
| Ivan Rybkine                                                   | Иван Рыбкин                 | 1994  | 1996 | Parti agrarien                         |
| Guennadi Selezniov                                             | Геннадий Селезнёв           | 1996  | 2003 | Parti communiste                       |
| Boris Gryzlov                                                  | Борис Грызлов               | 2003  | 2011 | Russie unie                            |
| Sergueï Narychkine                                             | Сергей Евгеньевич Нарышкин  | 2011  | 2016 | Russie unie                            |
| Viatcheslav Volodine                                           | Вячеслав Викторович Володин | 2016  | -    | Russie unie                            |

## Composition actuelle
Selon l'article 45 de la Constitution, la Douma d'État est composée de 450 députés élus au suffrage proportionnel. En 2009, un amendement constitutionnel de l'article 96 de la Constitution porte le mandat de 4 à 5 ans à compter des élections législatives de 2011.
| Nom            | Nom                                         | Abréviation    | Sièges    | Président                         |
| -------------- | ------------------------------------------- | -------------- | --------- | --------------------------------- |
|                | Russie unie                                 | ER             | 319 / 450 | Vladimir Abdoulaïevitch Vassiliev |
|                | Parti communiste de la fédération de Russie | KPRF           | 57 / 450  | Guennadi Ziouganov                |
|                | Russie juste ― Patriotes ― Pour la vérité   | SRZP           | 28 / 450  | Sergueï Mironov                   |
|                | Parti libéral-démocrate                     | LDPR           | 22 / 450  | Leonid Sloutski                   |
|                | Nouvelles personnes                         | NL             | 15 / 450  | Alexeï Netchaïev (en)             |
|                | Non-inscrit                                 | NI             | 2 / 450   | Aucun                             |
| Sièges vacants | Sièges vacants                              | Sièges vacants | 7 / 450   |                                   |
| Total          | Total                                       | Total          | 450       |                                   |